# Tecoma tenuiflora
Tecoma tenuiflora là một loài thực vật có hoa trong họ Chùm ớt. Loài này được (DC.) Fabris miêu tả khoa học đầu tiên năm 1965.